# Märta Norberg
Märta Norberg (ur. 19 września 1922 w Sidensjö, zm. 19 grudnia 2020 w Örnsköldsvik) – szwedzka biegaczka narciarska, dwukrotna brązowa medalistka mistrzostw świata.

## Kariera
Igrzyska olimpijskie w Oslo w 1952 roku były pierwszymi i zarazem ostatnimi w jej karierze. W swoim jedynym starcie na tych igrzyskach, w biegu na 10 km techniką klasyczną zajęła czwarte miejsce. Walkę o brązowy medal przegrała z Siiri Rantanen z Finlandii o zaledwie 3 sekundy.
W 1954 roku wystartowała na mistrzostwach świata w Falun, gdzie wraz z Anną-Lisą Eriksson i Sonją Edström wywalczyła brązowy medal w sztafecie 3 × 5 km. Cztery lata później, podczas mistrzostw świata w Lahti wywalczyła kolejny brązowy medal w sztafecie. Tym razem Szwedki wystartowały w składzie: Märta Norberg, Irma Johansson i Sonja Edström. Na tych samych mistrzostwach zajęła także 10. miejsce w biegu na 10 km.
Sześciokrotnie była mistrzynią Szwecji w biegu na 10 km, w latach: 1939, 1947, 1948, 1949, 1951 i 1952. Ponadto zwyciężała także w sztafecie w latach: 1951, 1952, 1957 i 1959.

## Osiągnięcia

### Igrzyska Olimpijskie
| Miejsce | Dzień     | Rok  | Miejscowość | Konkurencja             | Czas biegu | Strata | Zwyciężczyni  |
| ------- | --------- | ---- | ----------- | ----------------------- | ---------- | ------ | ------------- |
| 4.      | 23 lutego | 1952 | Oslo        | 10 km stylem klasycznym | 41:40      | +1:13  | Lydia Wideman |

### Mistrzostwa świata
| Miejsce | Dzień     | Rok  | Miejscowość | Konkurencja             | Czas biegu | Strata  | Zwyciężczyni      |
| ------- | --------- | ---- | ----------- | ----------------------- | ---------- | ------- | ----------------- |
| 3.      | 17 lutego | 1954 | Falun       | Sztafeta 3 × 5 km       | 1:05:54    | +1:03   | Związek Radziecki |
| 15.     | 21 lutego | 1954 | Falun       | 10 km stylem klasycznym | 40:14      | +1:56   | Lubow Kozyriewa   |
| 10.     | 5 marca   | 1958 | Lahti       | 10 km stylem klasycznym | 44:49,0    | +3:04,7 | Alewtina Kołczina |
| 3.      | 7 marca   | 1958 | Lahti       | Sztafeta 3 × 5 km       | 58:32,4    | +3:26,1 | Związek Radziecki |